# قرار مجلس الأمن التابع للأمم المتحدة رقم 1412
قرار مجلس الأمن التابع للأمم المتحدة رقم 1412، المتخذ بالإجماع في 17 مايو 2002، بعد إعادة التأكيد على القرارات 696 (1991) و864 (1993) وجميع القرارات اللاحقة بشأن أنغولا، ولا سيما القرار 1127 (1997)، علق المجلس قيود السفر المفروضة على مسؤولي يونيتا في البلاد بعد توقيع مذكرة تفاهم بينها وبين الحكومة الأنغولية.
وأشار مجلس الأمن إلى بيان صادر عن رئيسه أعرب فيه عن استعداده لتعديل أو استثناء التدابير المفروضة على يونيتا إذا تم إحراز تقدم. ورحب بتوقيع مذكرة تفاهم بين يونيتا والحكومة في 4 أبريل / نيسان 2002 فيما يتعلق ببروتوكول لوساكا. علاوة على ذلك، تم الترحيب بالجهود التي تبذلها الحكومة الأنغولية لتعزيز الظروف السلمية والآمنة والمصالحة الوطنية في البلاد. وتم التشديد على تنفيذ اتفاق السلام وبروتوكول لوساكا وقرارات مجلس الأمن ذات الصلة، مع حث يونيتا على التعاون الكامل من تسريح وإيواء قواتها وإعادة دمجها في المجتمع المدني.
واعترافا بضرورة سفر مسؤولي يونيتا للمضي قدما بعملية السلام والمصالحة الوطنية وعملا بموجب الفصل السابع من ميثاق الأمم المتحدة، علق المجلس حظر السفر المفروض على مسؤولي يونيتا لمدة 90 يوما. وستتم مراجعة التعليق في نهاية فترة 90 يومًا. وظلت قيود أخرى مفروضة على يونيتا.

## روابط خارجية
- نص القرار في undocs.org